# Mezlocilline
La mezlocilline est une molécule antibiotique, de la famille des pénicillines.

## Mode d'action
La mezlocilline inhibe la PLP, enzyme permettant la synthèse du peptidoglycane bactérien.

## Indication
Infections localisées et généralisées à germe sensible, notamment les infections à bacilles gram négatif et anaérobies résistant aux carboxypénicillines.

## Contre indication
Allergie connue aux pénicillines.